# 智猛
智猛（ちもう、4世紀末 - 453年頃）は、中国五胡十六国時代の僧。京兆郡新豊県の人。求法のため中央アジアを経由してインドへと旅した。

## 略歴
生年は不明だが4世紀末とされている。幼少より僧侶となり後秦の弘始6年（404年）、同志の僧15人と常安を発つ。途中のパミール高原では、同行の僧のうち9人が引き返している。インドではカシミール、マガダ国、釈迦の出身地であるカピラヴァスツなどを訪れ、南インドも周遊している。424年にインドよりの帰途につき、433年頃に敦煌方面に帰着したことが史料より確認できる。
434年、北涼支配下の涼州張掖へと入り、『出泥洹本』20巻を訳出している。437年、南朝宋の成都に移り、さらに都の建康へと移る。元嘉16年（439年）7月7日、鍾山の定林寺で自伝（『遊行外国伝』）を造る。454年に成都で死去。